# Jakowlew Jak-32
Die Jakowlew Jak-32 (russisch Яковлев Як-32, NATO-Codename: Mantis) ist ein sowjetisches Schul- und Sportflugzeug, das aus dem Strahltrainer Jak-30 entwickelt wurde.

## Entwicklung
Die Auftragsvergabe für eine einsitzige Ausführung der Jak-30 als Kunstflugtrainer erfolgte im Juli 1958. Im Gegensatz zur zweisitzigen Jak-30 ist sie ein Einsitzer, etwa 200 kg leichter und besitzt ein leistungsschwächeres Triebwerk. Der Prototyp (Gelbe 32) wurde im Oktober 1960 vollendet und flog Anfang Februar 1961 erstmals. Mit diesem stellte der Testpilot W. Muchin während der Erprobung am 22. Februar 1961 beim fünften Testflug einen Höhenweltrekord von 14.283 m für diese Klasse auf. Es folgten noch einige von Frauen erflogene Rekorde wie ein Geschwindigkeitsrekord auf einer 100-km-Strecke von 724,45 km/h durch G. Kortschuganowa am 14. Januar 1965, der bereits am 19. Februar durch R. Schichina auf 755,00 km/h auf 15/25-km-Messdistanz verbessert wurde. Die Jak-32 ging nicht in die Serienproduktion; von ihr entstanden lediglich drei Exemplare. 1961 erhielt der erste Prototyp zwei Unterflügelstationen für je sechs Boden-Luft-Raketen und wurde als leichtes Schlachtflugzeug Jak-32Sch zusammen mit weiteren möglichen Bewaffnungsvarianten in Chodynka präsentiert. Auch dafür wurde kein Serienauftrag erteilt, ebenso wenig für die Jak-32P von 1972.

## Technische Beschreibung
Die Jak-32 ist ein Ganzmetall-Tiefdecker mit freitragendem Tragflügel in Trapezform. Die Lufteinläufe für das im Rumpf befindliche Triebwerk befinden sich beidseitig in den Tragflügelwurzeln. Das Leitwerk ist ebenfalls freitragend in konventioneller Bauweise, wobei die Vorderkante des Seitenleitwerks stark gepfeilt ist. Das Bugradfahrwerk ist komplett einziehbar und verfügt pro Strebe über ein Rad. Die Jak-32 besitzt eine Druckkabine, Schleudersitz und Blindfluginstrumentierung.

## Technische Daten

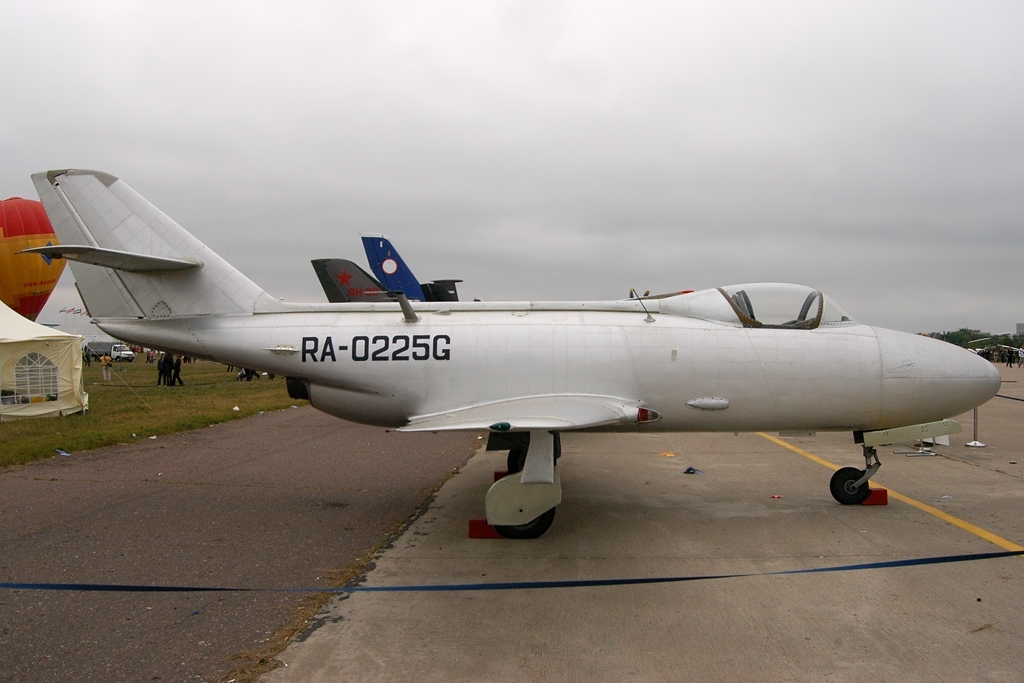
Jak-32 bei der MAKS 2009

| Kenngröße               | Daten                              |
| ----------------------- | ---------------------------------- |
| Besatzung               | 1                                  |
| Spannweite              | 9,75 m                             |
| Länge                   | 10,05 m                            |
| Höhe                    | 3,66 m                             |
| Flügelfläche            | 14,30 m²                           |
| Flügelstreckung         | 6,6                                |
| Leermasse               | 1.500 kg                           |
| Startmasse              | normal 1.930 kg maximal 2.136 kg   |
| Triebwerk               | eine Strahlturbine Tumanski TRD-29 |
| Leistung                | 900 kp                             |
| Höchstgeschwindigkeit   | 755 km/h                           |
| Steigleistung           | 18 m/s                             |
| Gipfelhöhe              | 13.000 m                           |
| Reichweite              | 965 km                             |
| Start-/Landerollstrecke | 320 m/360 m                        |